# Maggio

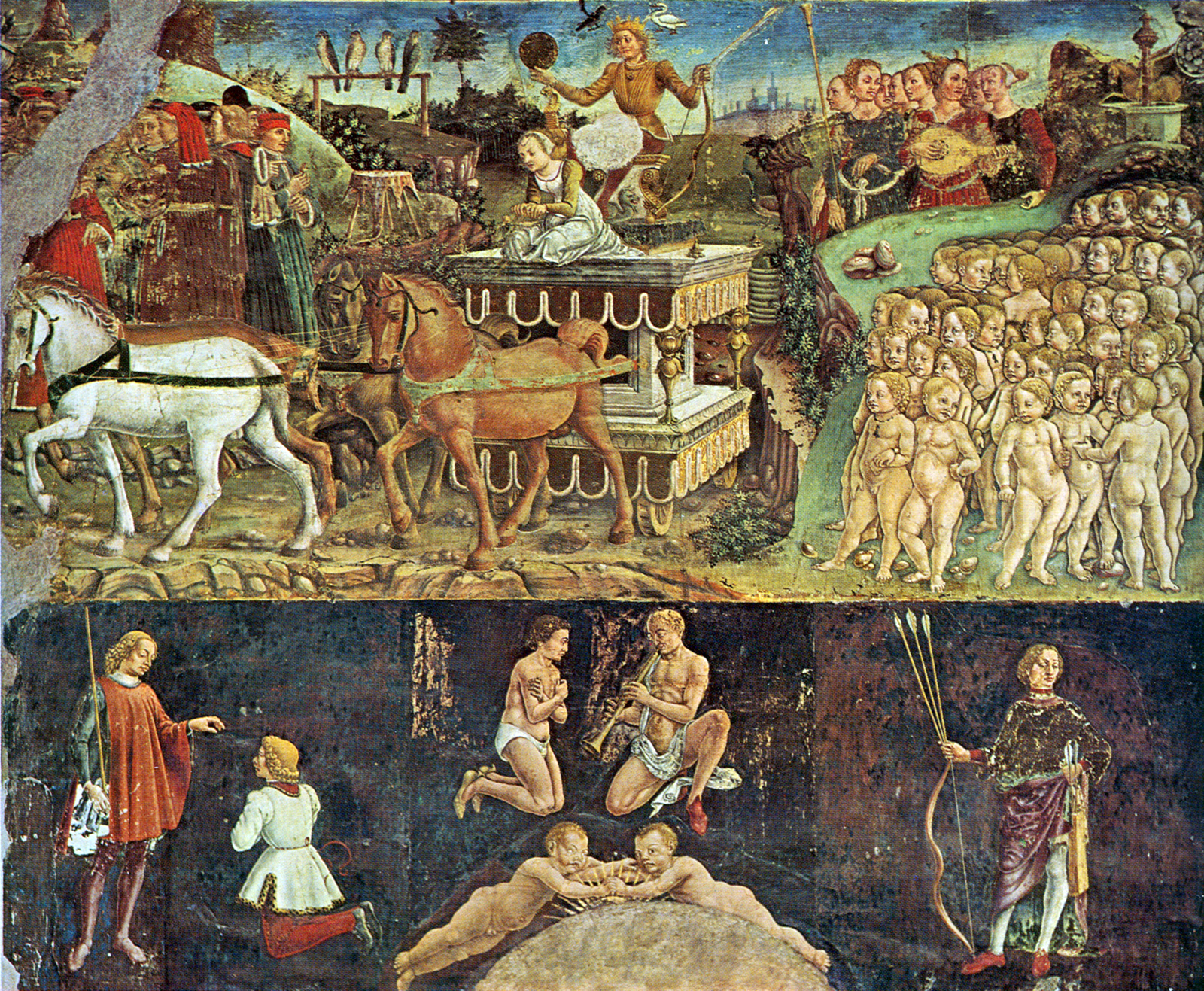
Maggio, nell'omonimo affresco nel Salone dei Mesi di Palazzo Schifanoia a Ferrara, che vede il trionfo di Apollo, sovrastante il segno dei Gemelli attorniato dai decani.

Maggio è il quinto mese dell'anno secondo il calendario gregoriano e il terzo e ultimo mese della primavera nell'emisfero boreale e dell'autunno nell'emisfero australe. Conta 31 giorni e si colloca nella prima metà di un anno civile.

## Storia
(Giosuè Carducci, Rime nuove, Maggiolata, vv. 1-4)

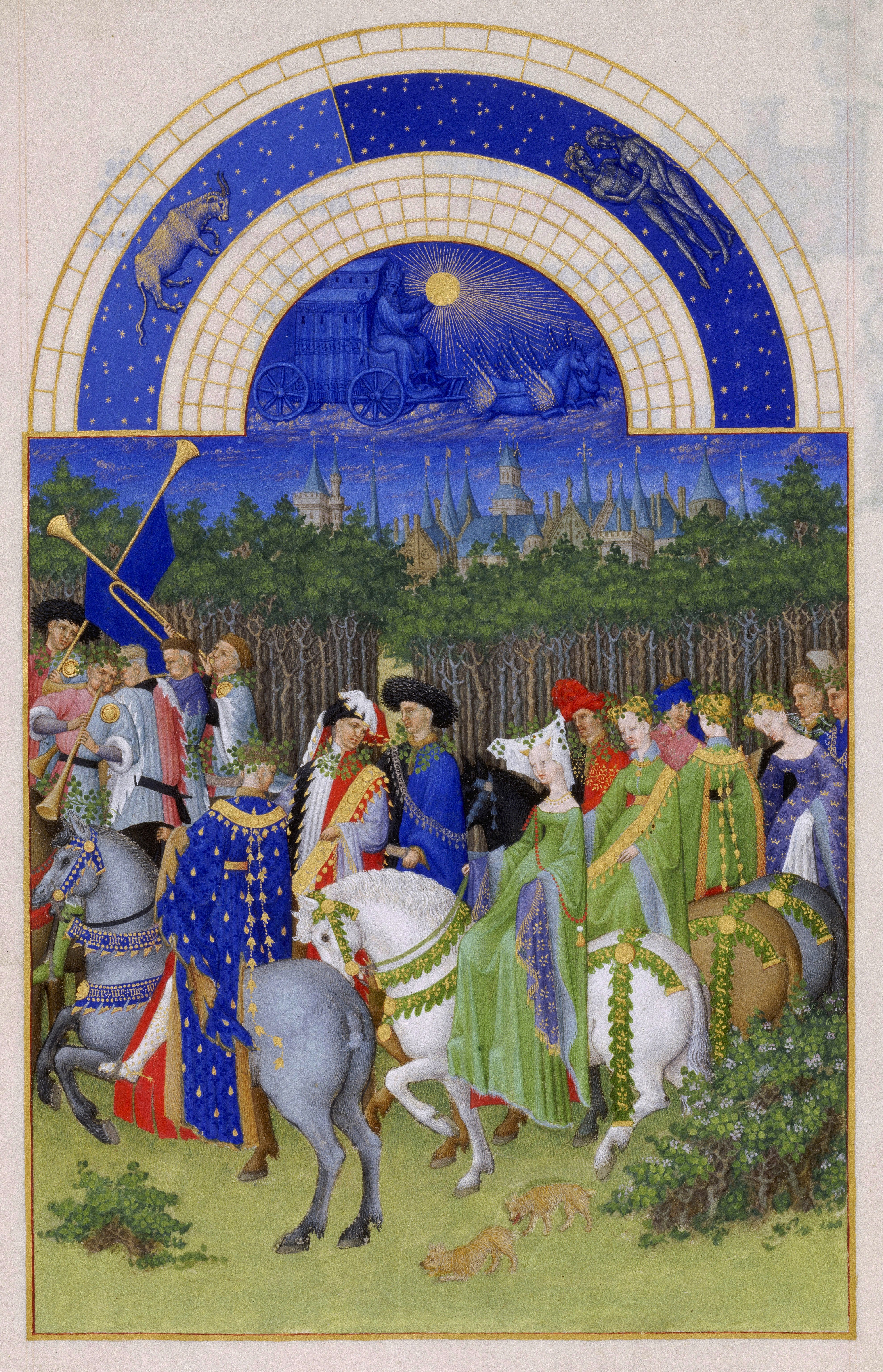
Maggio, dal Très Riches Heures du duc de Berry

Il nome maggio deriva dal corrispondente mese dell'antico calendario romano Maius, così detto in quanto dedicato alla divinità latina Maia, dea dell'abbondanza e della fertilità, che rappresenta la grande madre terra.

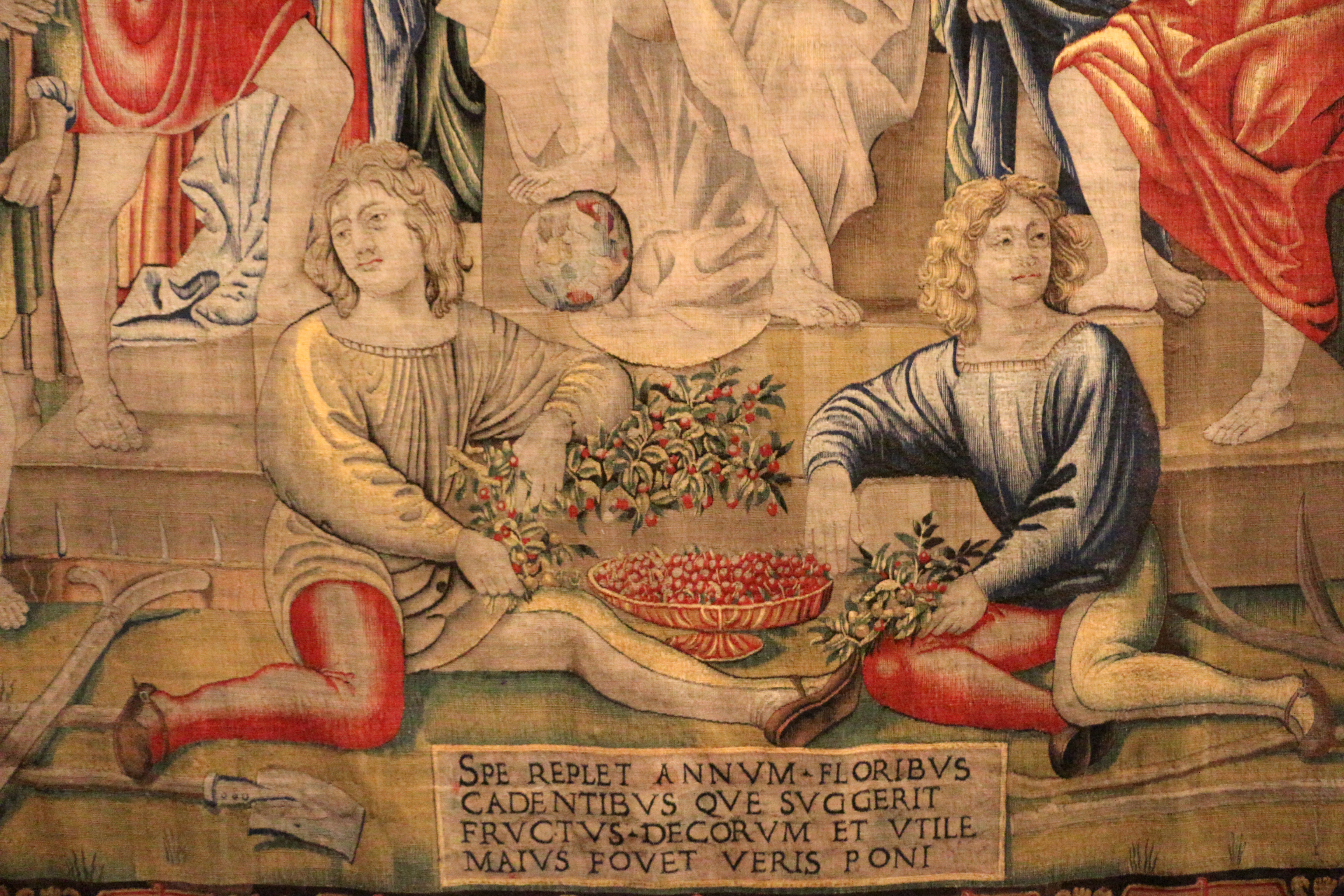
Allegoria del mese di maggio, particolare dell'arazzo su disegno del Bramantino, conservato al Castello Sforzesco

Negli antichi riti, il primo giorno del mese di maggio il flamine del dio Vulcano sacrificava in onore della dea Maia, essendo questa moglie di Vulcano secondo la religione romana. L'eco di questa tradizione che celebra la primavera è rimasto nelle odierne feste del Calendimaggio, di Beltane o della notte di Valpurga, astronomicamente contrapposte a quella dei morti del 1º novembre.

## Cultura
Nella cultura cristiana maggio è il mese dedicato alla Madonna con particolare utilizzo della devozione del Santo Rosario.
I segni zodiacali di maggio sono Toro (fino al giorno 20) e Gemelli (dal giorno 21).

## Ricorrenze
- 1º maggio - Festa dei lavoratori
- Festa della mamma (seconda domenica di maggio)